# Mylène Farmer
Mylène Farmer, nascuda Mylène Jeanne Gautier el 12 de setembre de 1961 a Pierrefonds (Illa de Mont-real, Quebec, Canadà), és una cantant, autora, productora i actriu ocasional francesa. Ha venut més de 30 milions de discs i és una de les artistes musicals més exitoses de França. Entre les seves cançons més conegudes hi ha Désenchantée, Pourvu qu'elles soient douces, Sans contrefaçon, Libertine, California, Les mots, C'est une belle journée, Oui mais non, Rêver, XXL i Ainsi soit-je.

## Orígens
Mylène Jeanne Gautier va néixer a Pierrefonds, prop de Mont-real, filla de pares francesos. La seva família va retornar a França quan ella tenia vuit anys, i es van instal·lar a Ville-d'Avray, prop de París. Durant la seva adolescència va ser practicant d'equitació. Als 17 anys Mylène va descobrir la interpretació i en va seguir cursos a l'escola Cours Florent, a París. Va adoptar el nom artístic de Mylène Farmer en homenatge a l'actriu nord-americana Frances Farmer, i va començar a treballar com a model i actriu en diversos anuncis de televisió.
L'any 1984 Mylène Farmer va conèixer Laurent Boutonnat, un estudiant de cinematografia que necessitava una actriu. Farmer i Boutonnat es van fer amics i van iniciar una fructífera relació escrivint i produint música. Part de l'èxit assolit per Farmer s'atribueix als elaborats vídeos musicals creats per Boutonnat. Mylène Farmer va adquirir fama amb cançons provocatives i vídeos explícits: Maman a tort tracta de l'amor entre una noia i la seva infermera, Pourvu qu'elles soient douces conté elements de sodomia, a Libertine apareix nua, i Que mon cœur lâche parla de SIDA i condons.
Laurent Boutonnat i Jérôme Dahan van escriure el primer èxit de Mylène Farmer, "Maman a tort", que va assolir el número 1 a les llistes franceses el març de 1984. En ell Farmer apareixia com una lolita, imatge que cultivà durant els primers anys de la seva carrera.
El primer àlbum de Mylène Farmer fou Cendres de Lune, l'any 1986, i va vendre un milió de còpies. Libertine, el primer single extret de l'àlbum, mostra l'estil de Farmer en aquella època: una lletra sensual i romàntica, escrita per ella mateixa, amb música de Boutonnat; el vídeo corresponent, dirigit per Boutonnat, està carregat d'erotisme en un aire misteriós. En aquest vídeo Farmer apareix amb els cabells pèl-roigs que la caracteritzaran des d'aleshores.
L'any 1988 Boutonnat i Farmer publicaren el segon àlbum, Ainsi soit je..., també amb atmosfera eròtica, i inspirat en alguns dels autors preferits de Farmer, com ara Baudelaire i Poe. L'àlbum va vendre 1,8 milions de còpies, amb cançons com ara Sans contrefaçon, Pourvu qu'elles soient douces i Sans logique.
Mylène Farmer va fer la seva primera gira de concerts el 1989 arreu d'Europa. Se'n va fer un àlbum titulat En concert.

## DeDésenchantéeaLes mots
L'any 1991 Mylène Farmer va esdevenir una autèntica estrella del pop francès arran de la publicació del seu tercer àlbum, L'Autre..., que va vendre més de 2 milions de còpies només a França, i el single Désenchantée, el single francès més venut de tots els temps.
Altres cançons notables de l'àlbum són Regrets i Je t'aime mélancolie.
El desembre del 1991, arran dels actes d'un desequilibrat, Farmer va deixar França i es va traslladar temporalment a Califòrnia. Allà escrigué el seu quart àlbum, Anamorphosée (1995), amb un so chic-rock nord-americà, i cançons com ara XXL, L'Instant X, California, Comme j'ai mal i Rêver. L'estiu de 1996 Farmer inicià la seva segona gira.
El 1999 Mylène Farmer publicà el seu cinquè àlbum d'estudi, Innamoramento, on torna a l'estil dels seus primers àlbums, però amb un aire més romàntic, amb cançons com ara L'Âme-Stram-Gram, Je te rends ton amour, Souviens-toi du jour, Optimistique-moi i Innamoramento. A finals de 1999 inicià la seva tercera gira, el Mylenium Tour.
El 2001 Farmer enregistrà la cançó L'Histoire d'une fée, c'est... per al film d'animació Rugrats in Paris: the movie.
A finals del 2001, després de disset anys de carrera, apareix la primera recopilació de cançons de Farmer, Les mots, que va ser l'àlbum recopilatori més venut a França, amb més de 1.8 milions de còpies.
L'àlbum inclou noves cançons com ara Les mots i C'est une belle journée.
El 2003 apareix el primer llibre de Mylène Farmer, Lisa-Loup et le conteur, un conte filosòfic il·lustrat per ella mateixa.

## Època del 2000
El 2005 Mylène Farmer publicà un nou àlbum, Avant que l'ombre..., preludiat pel single Fuck them all. L'àlbum vengué prop d'un milió de còpies malgrat l'escassa promoció.
El setembre del 2006 Farmer publicà el single Slipping away amb el músic electrònic Moby. Uns mesos més tard, donà veu a la princesa Selènia dins el film d'animació Arthur i els Minimoys, de Luc Besson.
L'agost del 2008 aparegué el setè àlbum d'estudi de Mylène Farmer, Point de Suture, del qual aparegueren cinc singles, tots ells números 1 a la llista Top 50 de França: Dégénération, Appelle mon numéro, Si j'avais au moins..., C'est dans l'air i Sextonik. L'àlbum té un so més electrònic que els anteriors.
El desembre del 2010 ha aparegut el seu vuitè àlbum d'estudi, Bleu Noir, amb mig milió de còpies venudes. N'han aparegut tres singles, Oui mais… Non, Bleu Noir i Lonely Lisa. És la primera vegada que la cantant no col·labora amb Laurent Boutonnat en un àlbum.

## Désobéissance(2018)
El 19 de gener de 2018, el single "Rolling Stone" va ser publicat i va entrar al rànquing francés com a número u. El videoclip de la cançó va ser dirigit per Carole Denis. Un nou àlbum seria anunciat a la tardor. El 22 de juny una cançó a duet amb LP, "N'oublie pas", va ser publicada, també entrant com a número u al rànquing francés. La cançó va ser coescrita amb LP, i el videoclip, que tenia lloc a Islàndia, dirigit per Laurent Boutonnat.

## Producció
L'any 2000 Mylène Farmer i Laurent Boutonnat decidiren de produir la cantant Alizée, per a la qual escrigueren el seu primer àlbum, Gourmandises.
S'hi troba la cançó Moi... Lolita, amb la qual Alizée assolí l'èxit a nivell internacional.
L'any 2003 Farmer i Boutonnat escrigueren el segon àlbum d'Alizée, Mes courants électriques.
Posteriorment ella ha continuat la seva carrera sense els seus anteriors productors.
L'any 2008 Farmer i Boutonnat escrigueren i produïren el single Drôle de Creepie, interpretat per la cantant infantil Lisa (Lisa Gautier), neboda de Mylène.

## Discografia
Mylène Farmer ha publicat deu àlbums d'estudi, cinc àlbums enregistrats en concert, i tres àlbums recopilatoris. A banda, 49 cançons de Farmer han aparegut en singles.
| • Cendres de lune (1986) |
| --- |
| 1. Libertine 2. Au bout de la nuit 3. Vieux Bouc 4. Tristana 5. Chloé 6. Maman a tort 7. We’ll Never Die 8. Greta 9. Plus grandir 10. Libertine (Remix Special Club) 11. Tristana (Remix Club) 12. Cendres de Lune |

| • Ainsi soit je... (1988) |
| --- |
| 1. L'Horloge 2. Sans contrefaçon 3. Allan 4. Pourvu qu’elles soient douces 5. La ronde triste 6. Ainsi soit je... 7. Sans logique 8. Jardin de Vienne 9. Déshabillez-moi 10. The Farmer’s Conclusion |

| • En concert (1989) |
| --- |
| - CD 1 1. Prologue 2. L'Horloge 3. Plus grandir 4. Sans logique 5. Maman a tort 6. Déshabillez-moi 7. Puisque… 8. Pourvu qu’elles soient douces 9. Allan - CD 2 1. À quoi je sers 2. Sans contrefaçon 3. Jardin de Vienne 4. Tristana 5. Ainsi soit je… 6. Libertine 7. Mouvements de Lune (part I) 8. Je voudrais tant que tu comprennes 9. Mouvements de Lune (part II) |

| • L'Autre... (1991) |
| --- |
| 1. Agnus Dei 2. Désenchantée 3. L'Autre... 4. Je t’aime mélancolie 5. Psychiatric 6. Regrets (duo amb Jean-Louis Murat) 7. Pas de doute 8. Il n'y a pas d'ailleurs… 9. Beyond My Control 10. Nous souviendrons-nous? |

| • Anamorphosée (1995) |
| --- |
| 1. California 2. Vertige 3. Mylène s'en fout 4. L'instant X 5. Eaunanisme 6. Et tournoie... 7. XXL 8. Rêver 9. Alice 10. Comme j’ai mal 11. Tomber 7 fois... 12. Laisse le vent emporter tout |

| • Live à Bercy (1997) |
| --- |
| - CD 1 1. Ouverture 2. Vertige 3. California 4. Que mon cœur lâche 5. Et tournoie… 6. Je t'aime mélancolie 7. L'autre... 8. Libertine 9. L'instant X 10. Alice - CD 2 1. Comme j'ai mal 2. Sans contrefaçon 3. Mylène s'en fout 4. Désenchantée 5. Rêver 6. Laisse le vent emporter tout 7. Tomber 7 fois… 8. Ainsi soit je 9. La poupée qui fait non (duo amb Khaled) 10. XXL |

| • Innamoramento (1999) |
| --- |
| 1. L'Amour Naissant 2. L'Âme-Stram-Gram 3. Pas le temps de vivre 4. Dessine-moi un mouton 5. Je te rends ton amour 6. Méfie-toi 7. Innamoramento 8. Optimistique-moi 9. Serais-tu là? 10. Consentement 11. Et si vieillir m’était conté 12. Souviens-toi du jour... 13. Mylenium |

| • Mylenium Tour (2000) |
| --- |
| - CD 1 1. Mylenium 2. L'Amour Naissant 3. L'Âme-Stram-Gram 4. Beyond My Control 5. Rêver 6. Il n'y a pas d'ailleurs… 7. Mylène is Calling 8. Optimistique-moi 9. Medley (Pourvu qu'elles soient douces, Libertine, Maman a tort, Sans contrefaçon) 10. Regrets - CD 2 1. Désenchantée 2. Méfie-toi 3. Dessine-moi un mouton 4. California 5. Pas le temps de vivre 6. Je te rends ton amour 7. Souviens-toi du jour… 8. Dernier Sourire 9. Innamoramento |

| • Les Mots (2001) |
| --- |
| - CD 1 1. Maman a tort 2. Plus grandir 3. Libertine 4. Tristana 5. Sans contrefaçon 6. Ainsi soit je... 7. Pourvu qu'elles soient douces 8. Sans logique 9. À quoi je sers 10. La veuve noire 11. Désenchantée 12. Regrets (duo amb Jean-Louis Murat) 13. Je t'aime mélancolie 14. Beyond my control 15. Que mon cœur lâche - CD 2 1. Les Mots (duo amb Seal) 2. California 3. XXL 4. L'instant X 5. Comme j'ai mal 6. Rêver 7. C’est une belle journée 8. L'Âme-Stram-Gram 9. Je te rends ton amour 10. Effets Secondaires 11. Souviens-toi du jour... 12. Optimistique-moi 13. Innamoramento 14. L'histoire d'une fée, c’est... 15. Pardonne-moi |

| • RemixeS (2003) |
| --- |
| 1. Sans contrefaçon (J.C.A. Remix) 2. L'instant X (The X Key Mix by One-T) 3. L'Âme-Stram-Gram (Full Intention Sultra Mix) 4. C'est une belle journée (Devil Head Remix) 5. XXL (JXL Remix) 6. Je t'aime mélancolie (Felix da Housecat Remix) 7. Pourvu qu'elles soient douces (Paul Oakenfold Remix) 8. California (Romain Tranchart & Rawman Remix) 9. Libertine (Y-Front Remix) 10. Optimistique-moi (Junior Jack Psycho Vocal Mix) 11. Désenchantée (Thunderpuss Club Anthem) |

| • Avant que l'ombre... (2005) |
| --- |
| 1. Avant que l'ombre... 2. Fuck Them All 3. Dans les rues de Londres 4. Q.I. 5. Redonne-moi 6. Porno Graphique 7. Derrière les fenêtres 8. Aime 9. Tous ces combats 10. Ange, parle-moi 11. L'Amour n'est rien... 12. J’attends 13. Peut-être toi 14. Et pourtant - Nobody Knows (pista oculta) |

| • Avant que l'ombre... à Bercy (2006) |
| --- |
| - CD 1 1. Introduction 2. Peut-être toi 3. XXL 4. Dans les rues de Londres 5. California 6. Porno Graphique 7. Sans contrefaçon 8. Q.I. 9. C'est une belle journée 10. Ange, parle-moi 11. Redonne-moi - CD 2 1. Rêver 2. L'autre… 3. Désenchantée 4. Nobody Knows 5. Je t'aime mélancolie 6. L'amour n'est rien... 7. Déshabillez-moi 8. Les Mots 9. Fuck Them All 10. Avant que l'ombre... |

| • Point de suture (2008) |
| --- |
| 1. Dégénération 2. Appelle mon numéro 3. Je m’ennuie 4. Paradis Inanimé 5. Looking for my Name (duo amb Moby) 6. Point de Suture 7. Réveiller le Monde 8. Sextonik 9. C'est dans l'air 10. Si j’avais au moins… - Ave Maria (pista oculta) |

| • Nº5 on Tour (2009) |
| --- |
| - CD 1 1. D'entre les morts 2. Paradis inanimé 3. L'Âme-Stram-Gram 4. Je m’ennuie 5. Appelle mon numéro 6. XXL 7. California 8. Pourvu qu'elles soient douces 9. Point de Suture 10. Nous souviendrons nous 11. Rêver 12. Ainsi soit je… 13. (Interlude) Avant que l'ombre… - CD 2 1. Libertine 2. Sans contrefaçon 3. Je te rends ton amour 4. Dégénération 5. Désenchantée 6. C’est dans l'air 7. Si j’avais au moins… |

| • Bleu Noir (2010) |
| --- |
| 1. Oui mais... non 2. Moi je veux... 3. Bleu noir 4. N'aie plus d'amertume 5. Toi l'amour 6. Lonely Lisa 7. M'effondre 8. Light Me Up 9. Leila 10. Diabolique mon ange 11. Inseparables 12. Inséparables - French Version (Bonus) |

| • Monkey me (2012) |
| ------------------ |
|                    |

| • Interstellaires (2015) |
| ------------------------ |
|                          |

## Filmografia
- Giorgino (Laurent Boutonnat, 1994): Catherine
- Arthur i els Minimoys (Luc Besson, 2006): veu de la princesa Selènia
- Arthur i la venjança d'en Maltazard (Luc Besson, 2009): veu de la princesa Selènia
- Ghostland (Pascal Laugier, 2018): Pauline Kheler